# Joseph Dauben
Joseph Warren Dauben (nacido el 29 de diciembre de 1944 en Santa Mónica) es profesor distinguido de Historia Herbert H. Lehman en el Centro de Graduados de la Universidad de la Ciudad de Nueva York. Obtuvo su doctorado en la Universidad de Harvard.
Sus campos de especialización son la historia de la ciencia, la historia de las matemáticas, la Revolución Científica, la sociología de la ciencia, la historia intelectual, los siglos XVII y XVIII, la historia de la ciencia china y la historia de la botánica.

## Posiciones
Dauben es becario del Guggenheim de 1980. 
Es miembro de la Asociación Estadounidense para el Avance de la Ciencia y miembro de la Academia de Ciencias de Nueva York (desde 1982). 
Dauben es miembro electo (1991) de la Academia Internacional de Historia de la Ciencia  y miembro extranjero electo (2001) de la Academia Alemana de Ciencias Leopoldina. 
En 1985-1994, Dauben se desempeñó como presidente del Comité Ejecutivo de la Comisión Internacional de Historia de las Matemáticas. 
Dauben pronunció una conferencia invitada en el Congreso Internacional de Matemáticos de 1998 en Berlín sobre el trabajo matemático de Karl Marx. 
El creador del análisis no estándar, Abraham Robinson fue el tema del libro de Dauben de 1995, Abraham Robinson. Moshé Machover lo revisó positivamente, pero la reseña señaló que evita discutir cualquiera de los aspectos negativos de Robinson, y "en este sentido [el libro] raya en lo hagiográfico, pintando un retrato sin verrugas". 
En 2002, Dauben se convirtió en miembro honorario del Instituto de Historia de las Ciencias Naturales de la Academia de Ciencias de China.  

## Publicaciones
- 1979: Georg Cantor, His Mathematics and Philosophy of the Infinite, Harvard University Press, reimpreso en 1989 por Princeton University Press
- 1995: Abraham Robinson, The Creation of Nonstandard Analysis: A Personal and Mathematical Odyssey, Princeton University Press

## Artículos, reseñas y ensayos
- 1985: "Abraham Robinson and Nonstandard Analysis: History, Philosophy, and Foundations of Mathematics", in William Aspray and Philip Kitcher, eds. History and Philosophy of Modern Mathematics, pages 177–200, Minnesota Studies in Philososphy of Science XI, University of Minnesota Press, 1988. Online here.
- 1991: "La Matematica," in W. Shea editor, Storia delle Scienze. LeScienze Fisiche e Astronomiche (Milano: Banca Popolare di Milano, and Einaudi, 1992) pp. 258–280
- 1992: "Are There Revolutions in Mathematics?" in The Space of Mathematics (editors J. Echieverria, A. Ibarra and T. Mormann) (Berlin: De Gruyter), pp. 203–226.
- 1992: "Conceptual Revolutions and the History of Mathematics: Two Studies in the Growth of Knowledge", Chapter 4 of D. Gillies, editor, Revolutions in Mathematics, Clarendon Press pp. 49–71.
- 1992: "Revolutions Revisited", Chapter 5 of D. Gillies, editor, Revolutions in Mathematics (Oxford: Clarendon Press), pp. 72–82.
- 2008: "Suan shu shu. A book on numbers and computations", translated from the Chinese and with commentary by Joseph W. Dauben. Archive for History of Exact Sciences 62(2): 91–178.